# Noël
Noël bzw. Noel ist ein überwiegend männlicher Vorname und Familienname.

## Herkunft und Bedeutung
Der Name Noël geht über das altfranzösische Nouel auf das lateinische natalis dies (Domini) „Geburtstag (des Herrn)“, respektive „Weihnachten“ zurück und wurde ursprünglich an Jungen vergeben, die am Weihnachtstag geboren wurden. Noch heute ist Noël die französische Vokabel für Weihnachten.
In Frankreich, Luxemburg und Belgien ist dieser Vorname auch als Familienname gebräuchlich.

## Verbreitung
In Frankreich gehörte Noël in der ersten Hälfte des 20. Jahrhunderts zu den beliebtesten Jungennamen. Ab der Mitte des Jahrhunderts sank die Popularität des Vornamens. Im Jahr 1968 erreichte der Name zuletzt eine Platzierung unter den 100 beliebtesten Jungennamen des Landes, heute wird der Name nur noch ausgesprochen selten vergeben. Auch in Australien und Neuseeland gehörte der Name bis in die 1960er Jahre hinein zu den 100 meistvergebenen Jungennamen.
In Kroatien nahm die Popularität des Namens in den letzten Jahren zu. Im Jahr 2021 belegte Noel Rang 39 der Hitliste. Auch in Ungarn wuchs die Beliebtheit des Namens in den vergangenen Jahren. Seit 2016 gehört der Name dort zu den Top-10 der Vornamenscharts (Stand 2021).
In Finnland stieg Noel in den frühen 2010er Jahren schnell in den Charts auf. Im Jahr 2021 stand der Name auf Rang 8 der Hitliste. In Schweden zählt Noel seit 2002 zu den 100 meistvergebenen Vornamen und hat sich im Mittelfeld der Hitliste etabliert. Ein ähnliches Bild zeigt sich in der Schweiz.
In Deutschland wurde der Name Noel um die Jahrtausendwende populär. Heute ist er recht beliebt. Mit Rang 88 erreichte er im Jahr 2007 seine bislang höchste Platzierung in den Vornamenscharts. Im Jahr 2021 stand er auf Rang 117 der Hitliste.

## Varianten
Neben den Schreibweisen Noël und Noel existiert auch die englische Namensvariante Nowell.
Im englischen Sprachraum kommt Noel auch als Frauenname vor. Weitere weibliche Namensvarianten lauten:
- Deutsch: Noelle, Noelia
- Englisch: Noelene, Noelle
- Französisch: Noèle, Noëlla, Noëlle
- Niederländisch: Noëlle
- Portugiesisch: Noélia
- Rätoromanisch: Notal, Nutal
- Spanisch: Noelia
  - Galicisch: Noela

## Namensträger

### Vorname
Noël
- Noël Alexandre (1639–1724), französischer römisch-katholischer Theologe und Kirchenhistoriker
- Noël Bernard (1874–1911), französischer Botaniker
- Noël Calef (1907–1968), französischsprachiger Schriftsteller
- Noël Coward (1899–1973), englischer Autor, Schauspieler, Regisseur und Komponist
- Noël Desenfans (1744– 1807), englischer Kunsthändler
- Noël Forgeard (* 1946), ehemaliger Vorstandsvorsitzender von Airbus
- Noël Gallon (1891–1966), französischer Komponist und Kompositionslehrer
- Noël Gaussail (1825–1899), französischer Geistlicher und römisch-katholischer Bischof von Perpignan-Elne
- Noël Le Graët (* 1941), französischer Unternehmer und Politiker
- Noël Hallé (1711–1781), französischer Rokoko-Maler und Schriftsteller
- Noël de Jourda, comte de Vaux (1705–1788), Marschall von Frankreich
- Noël Liétaer (1908–1941), französischer Fußballspieler
- Noël Mamère (* 1948), französischer Politiker ökologischer Orientierung
- Noël Martin (1959–2020), britisch-jamaikanischer Bauarbeiter aus Edgbaston; Mitbegründer der Aktion Noteingang
- Noël Mayaud (1899–1989), französischer Ornithologe
- Noël Roquevert (1892–1973), französischer Film- und Fernsehschauspieler
- Noël Studer (* 1996), Schweizer Schachspieler
- Noël Vandernotte (1923–2020), französischer Steuermann

Künstlername
- Noël-Noël, geboren als Lucien Édouard Noël (1897–1989), französischer Schauspieler und Drehbuchautor

Noel
- Noel Annan, Baron Annan (1916–2000), britischer Nachrichtendienstoffizier und Politiker
- Noel Baxter (* 1981), britischer Skirennläufer
- Noel Bruynooghe (* 1971), belgischer Poolbillardspieler
- Noel George Butlin (1921–1991), australischer Wirtschaftswissenschaftler und -historiker
- Noel Calışkan (* 2000), deutscher Fußballspieler
- Noel Campbell (1949–2022), irischer Fußballspieler
- Noel Clarke (* 1975), britischer Schauspieler, Regisseur und Drehbuchautor
- Noel Davern (1945–2013), irischer Politiker
- Noel Dempsey (* 1953), irischer Politiker
- Noel Field (1904–1970), US-amerikanischer Diplomat
- Noel Fielding (* 1973), englischer Comedian, Schauspieler und Künstler
- Noel Fisher (* 1984), kanadischer Schauspieler
- Noel Furlong (1937–2021), irischer Unternehmer und Pokerspieler
- Noel Gallagher (* 1967), Lead-Gitarrist, Sänger und Komponist der britischen Band Oasis
- Noel Gugliemi (* 1970), US-amerikanischer Schauspieler, Filmproduzent, Stand-up-Comedian und Schauspiellehrer
- Noel Harrison (1934–2013), englischer Sänger, Schauspieler, und olympischer Skifahrer
- Noel Jones (1932–2009), britischer anglikanischer Theologe
- Noel Kingsbury (* 1958), britischer Gartenarchitekt und Gartenautor
- Noel Langley (1911–1980), US-amerikanischer Schriftsteller
- Noel Malicdem (* 1977), philippinischer Dartspieler
- Noel Noel-Buxton, 1. Baron Noel-Buxton (1869–1948), britischer Politiker, Unterhausabgeordneter und Peer
- Noel Odell (1890–1987), britischer Geologe und Bergsteiger
- Noel Pix (Pseudonym, * 1972), deutscher Rock- und House-Musiker
- Noel Redding (1945–2003), britischer Gitarrist und Bassist
- Noel Yvri Sandwith (1901–1965), britischer Botaniker
- Noel Treacy (1951–2022), irischer Politiker
- Noel Treanor (1950–2024),  irischer Geistlicher, Erzbischof und Diplomat des Heiligen Stuhls
- Noel Valladares (* 1977), honduranischer Fußballtorhüter
- Noel Van Horn (* 1968), US-amerikanischer Comiczeichner
- Noel Willman (1918–1988), britischer Schauspieler und Theaterintendant

weiblich
- Noel Neill (1920–2016), US-amerikanische Schauspielerin
- Noël Leslie, Countess of Rothes (1878–1956), britische Philanthropin und Adelige
- Noël Oakeshott (1904–1976), britische klassische Archäologin
- Noël Wells (* 1986), US-amerikanische Schauspielerin

### Familienname
- Alexa Noel (* 2002), US-amerikanische Tennisspielerin
- Ann Noël (* 1944), deutsch-britische Künstlerin
- Anne Noel, 11. Baroness Wentworth (1792–1860), britische Aristokratin, Ehefrau von Lord Byron
- Alyson Noël, US-amerikanische Autorin
- Anthony Noel, 5. Earl of Gainsborough (1923–2009), britischer Politiker und Adeliger
- Anthony Noel, 6. Earl of Gainsborough (* 1950), britischer Adeliger
- Anthony Robert Alistair Noel (1927–1984), britisch-südafrikanischer Botaniker und Hochschullehrer
- Arthur Noel, 4. Earl of Gainsborough (1884–1927), britischer Adliger
- Bernard Noël (Schauspieler) (1924–1970), französischer Schauspieler
- Bernard Noël (Autor) (1930–2021), französischer Schriftsteller und Dichter
- Bertille Noël-Bruneau (* 1996), französische Schauspielerin
- Byron King-Noel, Viscount Ockham (1836–1862), britischer Peer
- Charles Noel, 1. Earl of Gainsborough (1781–1866), britischer Adliger und Politiker (Whig Party)
- Charles Noel, 2. Earl of Gainsborough (1818–1881), britischer Adliger und Politiker (Whig Party, Liberal Party)
- Charles Noel, 3. Earl of Gainsborough (1850–1926), britischer Adliger und Offizier
- Chloé Noël (* 2004), französische Tennisspielerin
- Chris Noel (* 1941), US-amerikanische Schauspielerin
- Christian Noël (* 1945), französischer Fechter
- Christian Vicente Noel (1937–2017), philippinischer Geistlicher, Bischof von Talibon
- Claude Noel (1949–2023), Boxer aus Trinidad und Tobago
- Claude Noël (* 1955), kanadischer Eishockeyspieler und -trainer
- Clément Noël (* 1997), französischer Skirennläufer
- Cleo A. Noel Jr. (1918–1973), US-amerikanischer Diplomat
- Conrad Noel (1869–1942), britischer Geistlicher
- Desmond Noel (* 1974), grenadischer Fußballspieler
- Dick Noel (Posaunist) (1926–1989), US-amerikanischer Jazzposaunist
- Dick Noel (Sänger) (um 1927–2017), US-amerikanischer Sänger
- Ebonée Noel, US-amerikanische Schauspielerin
- Edmond Noel (1856–1927), US-amerikanischer Politiker
- Edward William Charles Noel (1886–1974), britischer Offizier
- Edwin Noël (1944–2004), deutscher Schauspieler
- Emile Noël (1922–1996), französischer EU-Beamter
- Étienne Noël (1581–1659), französischer Jesuit
- Eugène Noël (1816–1899), französischer Journalist und Schriftsteller
- Eugenio Noel (Eugenio Muñoz Díaz; 1885–1936), spanischer Journalist und Schriftsteller
- Evan Baillie Noel (1879–1928), britischer Sportler, Sportjournalist, -historiker
- Fabrice Noël (* 1985), haitianischer Fußballspieler
- Faustine Noël (* 1993), französische Badmintonspielerin
- François Noël, eigentlicher Name von François Silatan, französischer Schriftsteller und Dominikaner
- François Noël (Missionar) (1651–1729), belgischer Jesuit
- François Noël (Humanist) (1756–1841), französischer Humanist
- François Noël (Offizier) (1858–1912), französischer Offizier
- Gary Noel (* 1961), britischer Motorradrennfahrer
- Gary Noël (* 1990), britisch-mauritischer Fußballspieler
- Georges Noël (1924–2010), französischer Maler
- Gerard Noel, 2. Baronet (1759–1838), britischer Adliger und Politiker
- Gert Noël (1927–1998), belgischer Unternehmer
- Henriette von Noël (1833–1903), deutsche Lehrerin und Schulgründerin
- Henry Noël († 1931), afrikanischer Sklave, Mündel von Kaiser Wilhelm I.
- Iván Noel (1968–2021), spanischer Filmregisseur und Komponist
- Jacques Noël (1920–2004), französischer Fechter
- James Noël (* 1978), haitianischer Lyriker
- Jamie Noel (* 1986), US-amerikanische Schauspielerin
- Jeremias Gottfried von Noël (1768–1836), deutscher Beamter und Gesandter
- John Noel (1890–1989), britischer Bergsteiger, Fotograf, Filmemacher und Sachbuchautor
- John Noel (Sportschütze) (1888–1939), US-amerikanischer Sportschütze
- John Cecil Noël (1906–1942), britischer Militär und Autorennfahrer
- Jules Noël (Maler) (1810/1815–1881), französischer Maler
- Jules Noël (Leichtathlet) (1903–1940), französischer Leichtathlet
- Ken Noel (* 1991), österreichischer Fußballspieler
- Kettly Noël (* 1968), haitianische Tänzerin, Choreografin und Schauspielerin
- Kraig Noel-McLeod (* 1999), englisch-grenadischer Fußballspieler
- Laurent Noël (1920–2022), kanadischer Geistlicher, Bischof von Trois Rivières
- Léon Noël (1888–1987), französischer Politiker und Diplomat
- Magali Noël (1932–2015), französische Schauspielerin und Sängerin
- Mallaurie Noël (* 1994), französische Tennisspielerin
- Marie Noël (1883–1967), französische Dichterin und Schriftstellerin
- Marjorie Noël (1945–2000), französische Chansonsängerin
- Markus Noel (* 1987), deutscher Handballspieler
- Martin Noël (1956–2010), deutscher Maler, Zeichner und Grafiker
- Martin Noel-Buxton, 3. Baron Noel-Buxton (1940–2013), britischer Politiker (Conservative Party)
- Matthias Joseph de Noël (1782–1849), deutscher Kaufmann, Maler, Kunstsammler und Schriftsteller
- Nerlens Noel (* 1994), US-amerikanischer Basketballspieler
- Nicolas Noël (1712–1781), Benediktinermönch, Instrumenten- und insbesondere Teleskopbauer in der Abtei Saint-Germain-des-Prés
- Noel Noel-Buxton, 1. Baron Noel-Buxton (1869–1948), britischer Politiker
- Nono Noel (* 1973), vanuatuischer Fußballspieler
- Peter Franz Noël (1738–1809), deutscher Jurist
- Philip Noel-Baker (1889–1982), britischer Leichtathlet, Politiker und Friedensaktivist
- Philip W. Noel (* 1931), US-amerikanischer Politiker
- Rainer Noël (* 1950), deutscher Autor und Fernsehproduzent
- Roden Noel (1834–1894), britischer Dichter
- Ruth Cyron-Noél (* 1899), deutsche Schriftstellerin
- Sak Noel (* 1983), spanischer DJ und Musikproduzent
- Seyoum Franso Noel (* 1970), äthiopischer Geistlicher, Apostolischer Vikar von Hosanna
- Sterling Noel (1903–1984), US-amerikanischer Schriftsteller
- Suzanne Noël (1878–1954), französische Chirurgin
- Sydelle Noel (* 1985), US-amerikanische Schauspielerin
- Thomas Noel, 2. Viscount Wentworth (1745–1815), britischer Peer und Politiker
- Trent Noel (* 1976), Fußballspieler aus Trinidad und Tobago
- Victor Noel-Paton, Baron Ferrier (1900–1992), britischer Soldat, Geschäftsmann und Politiker
- Vincent Eugèn Noel (* 1980), deutscher Schriftsteller
- William King-Noel, 1. Earl of Lovelace (1805–1893), britischer Adliger und Wissenschaftler
- Xavier Noël (* 1976), französischer Boxer